# Psacadonotus seriatus
Psacadonotus seriatus is een rechtvleugelig insect uit de familie sabelsprinkhanen (Tettigoniidae). De wetenschappelijke naam van deze soort is voor het eerst geldig gepubliceerd in 1891 door Redtenbacher.
1. ↑  (en) Psacadonotus seriatus op de IUCN Red List of Threatened Species.